# 한일공동이공계학부유학생
한일공동이공계학부유학생은 대한민국과 일본 양국간의 친목 도모, 그리고 미래 첨단과학기술을 선도할 인재양성을 목적으로 도입된 제도이다. 언론에 따라서 '김대중 장학생'이라 보도되기도 한다.

## 개요
1998년 10월 8일, 김대중 당시 대한민국 대통령은 일본을 방문하여 오부치 게이조 당시 일본국 내각총리대신과 한일정상회담을 가졌으며, 이 자리에서 (21세기를 향한 새로운 한일 파트너쉽에 관한)한일공동선언(ja:日韓共同宣言)을 채택하였다. 이에 따른 행동계획에 의한 후속 조치로, 본 유학프로그램이 시행되었다. 장학금은 대한민국과 일본 양국이 절반씩 부담하며, 본 유학프로그램의 장학생은 최초 도일 항공비와 입학금, 수업료 전액을 지원받으며, 생활비 또한 일본 문부과학성 장학생에 준하는 금액을 받게 된다. 매년 7월 말에 서울특별시 덕수 고등학교에서 선발 시험을 치러 100명 내외를 선발해 일본의 국립 대학에 배정한다. 선발된 학생은 대한민국의 경희대학교 국제교육원에서 익년 3월부터 8월까지 6개월간 예비 교육을 받는다. 과목은 일본어, 수학, 대학 물리학, 대학 화학, 일본 문화 등이다. 이 예비교육과정을 수료한 학생은 그해 10월 초 일본에 건너가 자신이 배정받은 국립 대학으로 이동하고, 그 대학의 유학생 센터에서 다시 익년 3월까지 현지 예비 교육을 받는다. 그리고 나서 4월에 정식 입학을 하고, 4년간 한일공동이공계학부유학생으로서 학부 과정을 수행하게 된다. 2015년 현재 제15기 학생들이 도일하여 학부 1학년 입학을 하였으며, 제16기 학생들이 각 배치대학 국제교육원에서 예비교육과정(일본) 중에 있으며, 제17기 학생들의 배치가 종료되었다.
2015년8월19일  제17기 수험생들의 합격이 발표되었으며, 합격자들이 배치될 대학은 11월경에 정해질 예정이다.

## 선발 절차
한일공동이공계학부유학생이 되기 위해서는 각 시, 도 예선 시험을 거친 후, 8월경에 경기도 성남시 늘푸른 고등학교에서 전국단위 선발시험을 치러야 한다. 이 시험의 과목은 수학, 물리, 화학, 영어 네 과목으로, 일본의 대학 본고사 형식에 맞추어 일본의 문부과학성에서 출제하고, 이것을 한국어로 번역하여 치르게 된다.